# حشيشة المبارك الأنديزية
حشيشة المبارك الأنديزية (الاسم العلمي:Geum andicola) هي نوع من النباتات تتبع جنس حشيشة المبارك من الفصيلة الوردية.